# Daniel Colla
Daniel M. Colla, född 23 februari 1964, är en argentinsk före detta volleybollspelare.
Colla blev olympisk bronsmedaljör i volleyboll vid sommarspelen 1988 i Seoul.